# Paul Bailey
Pierre Harry " Paul" Bailey (16 février 1937 - 27 octobre 2024) est un romancier et critique britannique, ainsi qu'un biographe de Cynthia Payne et de Quentin Crisp.

## Jeunesse
Peter Harry Bailey nait à Battersea, au sud de Londres, le 16 février 1937,. Il fréquente la Sir Walter St John's Grammar School For Boys à Battersea. Il remporte une bourse à la Central School of Speech and Drama en 1953 et travaille comme acteur entre 1956 et 1964, période durant laquelle il adopte le nom de Paul Bailey.

## Carrière
Bailey commence à écrire entre deux rôles d'acteur, et son premier roman, At the Jerusalem, est publié en 1967,. Le livre, qui se déroule dans une maison de retraite, remporte un Prix Somerset-Maugham et un prix Arts Council Writers' Award. Il publie ensuite Confessions (1977) et Gabriel's Lament (1986) de Peter Smart, tous deux présélectionnés pour le prix Booker et Sugar Cane (1993), une suite de Gabriel's Lament. Kitty and Virgil (1998) est l'histoire de la relation entre une Anglaise et un poète roumain exilé. Dans Uncle Rudolf (2002), le narrateur revient sur sa vie colorée et sur son sauvetage, alors qu'il était un jeune garçon, d'une mort probable dans la Roumanie fasciste, par son oncle, un ténor lyrique doué et héros éponyme du roman. Dans son livre Chapman's Odyssey (2011), le personnage principal, Harry Chapman, en proie à un délire induit par la morphine, rencontre des personnages de la littérature, des écrivains, des amis décédés et des membres de sa famille alors qu'il est gravement malade dans un hôpital londonien. Le dernier livre de Bailey est The Prince's Boy (2014), une histoire d'amour gay mélancolique qui s'étend sur quatre décennies.
Il est nommé chercheur littéraire aux universités de Newcastle et de Durham (1972-1974) et reçoit une bourse du bicentenaire en 1976, lui permettant de se rendre aux États-Unis, où il est professeur invité en littérature anglaise à l'université d'État du Dakota du Nord (1977-1979). Il reçoit le prix EM Forster en 1974 et en 1978, il remporte le prix commémoratif George Orwell pour son essai « The Limitations of Despair », publié pour la première fois dans le magazine The Listener . Bailey est élu membre de la Royal Society of Literature en 1999.
Bailey écrit également des pièces pour la radio et la télévision : At Cousin Henry's est diffusé en 1964 et son adaptation de We Think the World of You de JR Ackerley est télévisée en 1980. Ses livres non romanesques comprennent un volume de mémoires intitulé An Immaculate Mistake: Scenes from Childhood and Beyond (1990) et Three Queer Lives: An Alternative Biography of Naomi Jacob, Fred Barnes and Arthur Marshall (2001), une biographie de trois artistes populaires gays du XXe siècle.
Bailey écrit l'introduction de l'édition 1987 de Si c'est un homme, et la trêve de Primo Levi.
Bailey est également connu comme critique littéraire et contributeur au Guardian et, en 2001, il dirige un jury « alternatif » entièrement masculin pour le prix Orange. En 2003, il rejoint l'équipe du cours d'écriture créative de l'Université de Kingston, où il continue à enseigner en tant que chercheur distingué principal jusqu'à sa mort. De 2010 à 2019, il écrit des critiques de théâtre pour The Oldie.

## Vie privée
Bailey est en couple avec le créateur de costumes David Healy de 1964 jusqu'à la mort de Healy en 1986. En 1990, il commence une relation avec l'éditeur de livres Jeremy Trevathan, avec qui il conclut un partenariat civil en 2016. Bailey est décédé le 27 octobre 2024, à l'âge de 87 ans.

## Publications
- At The Jerusalem (1967) – lauréat du prix du meilleur premier roman de l'Authors' Club et du prix Somerset Maugham
- Trespasses (1970)
- A Distant Likeness (1973)
- Peter Smart's Confessions (1977), nommé pour le prix Booker
- Old Soldiers (1980)
- An English Madam: The Life and Work of Cynthia Payne (1982)
- Gabriel's Lament (1986), nommé pour le prix Booker
- An Immaculate Mistake: Scenes from Childhood and Beyond  (1990)
- Sugar Cane (1993)
- The Oxford Book of London (ed., 1995)
- First Love (ed., 1997)
- Kitty andVirgil (1998)
- he Stately Homo: A Celebration of the Life of Quentin Crisp (éd., 2000)
- hree Queer Lives: An Alternative Biography of Naomi Jacob, Fred Barnes and Arthur Marshall (2001)
- Uncle Rudolf (2002)
- A Dog's Life (2003)
- Chapman's Odyssey (2011)
- The Prince's Boy (2014)